# Sonia O’Sullivan

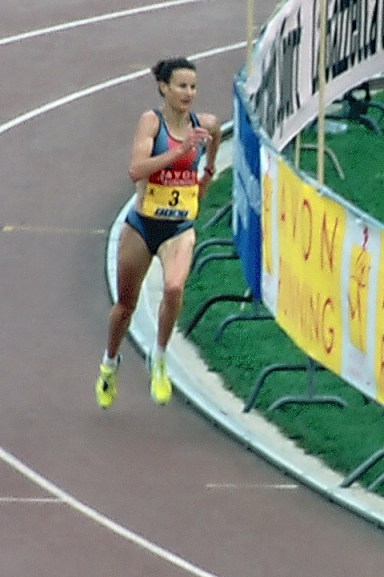
Sonia O’Sullivan auf der Zielgeraden der Avon Running Championship 2000 (Arena Civica, Mailand)

Sonia O’Sullivan (* 28. November 1969 in Cobh) ist eine irische Langstreckenläuferin und Olympiazweite.
Internationale Bekanntheit erlangte sie zunächst auf der Mittelstrecke, als sie bei den Weltmeisterschaften 1993 in Stuttgart im 1500-Meter-Lauf Silber gewann. Zum Saisonabschluss gewann sie die Course de l’Escalade. Auch auf den Bahn-Langstrecken war sie schon früh sehr erfolgreich. Bei den Europameisterschaften 1994 in Helsinki (3000 Meter) und bei den Weltmeisterschaften 1995 in Göteborg (5000 Meter) erlief sie sich jeweils die Goldmedaille. Daraufhin wurde sie zu Europas Leichtathletin des Jahres gewählt.
Weitere Highlights in ihrer sportlichen Karriere waren 1997 die Hallenweltmeisterschaften in Paris, bei denen sie den 2. Platz über 3000 Meter belegte, der Titel bei den Crosslauf-Weltmeisterschaften 1998, die Europameisterschaften 1998 in Budapest mit Gold im 5000- und im 10.000-Meter-Lauf sowie die Europameisterschaften 2002 in München mit zwei Silbermedaillen über 5000 und 10.000 Meter.
Eine olympische Silbermedaille erreichte sie bei den Olympischen Spielen 2000 in Sydney über 5000 Meter in ihrer Bestzeit von 14:41,02 min hinter der Rumänin Gabriela Szabo und vor der Äthiopierin Gete Wami. Ebenfalls in Sydney wurde sie Sechste über 10.000 Meter. Bei den Olympischen Spielen 2004 in Athen belegte sie über 5000 Meter den 14. Platz.
In den letzten Jahren ihrer Laufbahn war sie außerdem im Straßenlauf erfolgreich. 1998 und 2002 siegte sie beim Great North Run. 2000 gewann sie die Avon Running Championship in Mailand und blieb dabei mit 30:59 min über 10 Kilometer als vierte Frau überhaupt auf einer Asphaltstrecke unter 31 Minuten. Im Herbst entschied sie den Dublin-Marathon als bislang letzte Einheimische für sich.
Nachdem sie 2001 den größten Teil der Saison pausieren musste, stellte sie 2002 beim Great South Run einen Streckenrekord auf, kam bei den Halbmarathon-Weltmeisterschaften in Brüssel auf Platz 14 und wurde Elfte beim New-York-City-Marathon. 2003 gewann sie die Premiere des Great Ireland Runs und verteidigte ihren Titel beim Great South Run.
2004 siegte sie beim Great Manchester Run und wurde Vierte bei den Halbmarathon-Weltmeisterschaften in Neu-Delhi. Beim London-Marathon 2005 wurde sie Achte.
Da ihr danach Verletzungen vermehrt zu schaffen machten, kündigte sie für das Ende des Jahres 2007 ihren Ausstieg aus dem Leistungssport an.
Sonia O’Sullivan besitzt seit 2006 auch die Staatsangehörigkeit ihrer Wahlheimat Australien, wo sie mit ihrem Ehemann und Manager Nick Bideau, dem Entdecker und ehemaligen Lebensgefährten von Cathy Freeman, und ihren zwei Töchtern lebt. Eine ihrer Töchter, Sophie, ist selbst als Leichtathletin aktiv.

## Persönliche Bestzeiten
- 800 m: 2:00,69 min, 28. Juli 1994, Sankt Petersburg
- 1000 m: 2:34,66 min, 2. Juli 1993, Villeneuve-d’Ascq
- 1500 m: 3:58,85 min, 25. Juli 1995, Monaco
  - Halle: 4:11,27 min, 10. März 2001, Lissabon
- 1 Meile: 4:17,25 min, 22. Juli 1994, Oslo
- 2000 m: 5:25,36 min, 8. Juli 1994, Edinburgh
- 3000 m: 8:21,64 min, 15. Juli 1994, London
  - Halle: 8:44,37 min, 10. März 2001, Lissabon
- 5000 m: 14:41,02 min, 25. September 2000, Sydney
  - Halle: 15:17,28 min, 26. Januar 1991, Boston
- 10.000 m: 30:47,59 min, 6. August 2002, München
- 10-km-Straßenlauf: 30:59 min, 21. Mai 2000, Mailand
- Halbmarathon: 1:10:04 h, 5. Mai 2002, Brüssel
- Marathon: 2:29:01 h, 17. April 2005, London